# Saskia & Serge

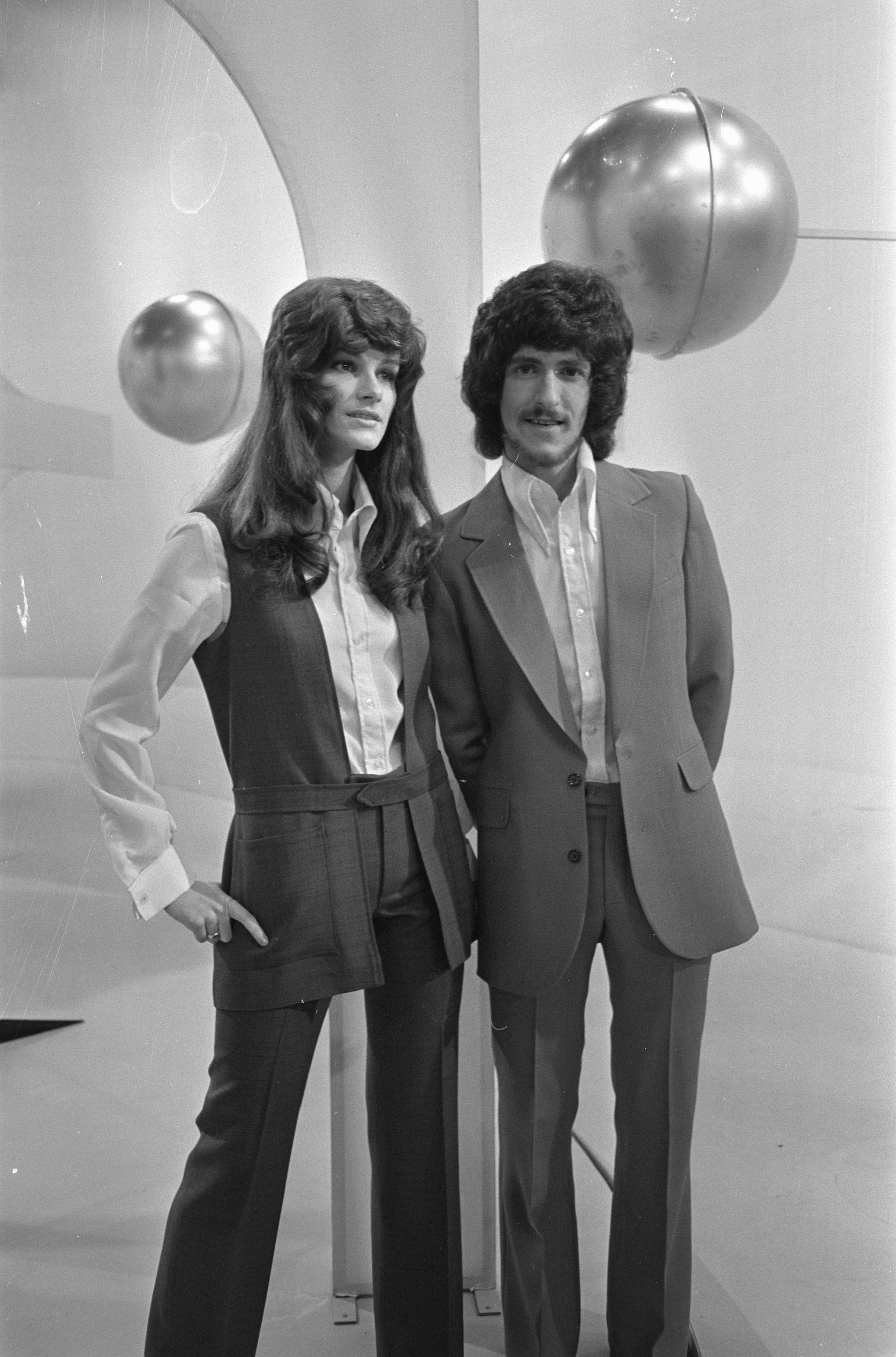
Saskia & Serge (1971)

Saskia & Serge ist ein niederländisches Schlagerduo, bestehend aus dem Ehepaar Trudy van den Berg (* 23. April 1947 in Stede Broec) und Ruud Schaap (* 22. März 1946 in Den Helder).

## Geschichte
Erste Gehversuche machte das Duo 1967, dort gewannen sie als Trudy & Ruud bei einem Talentwettbewerb. 1969 heirateten die beiden und treten fortan als Saskia & Serge auf. 1971 wurden sie ausgewählt, ihr Land beim Eurovision Song Contest 1971 in Dublin zu vertreten. Mit der Folk-Ballade Tijd erreichten sie den sechsten Platz.
Das Duo veröffentlichte erst Schlager und folkloristische Musik, ab 1976 kam Country-Musik hinzu.

## Diskografie

### Alben
| Jahr | Titel                     | Höchstplatzierung, Gesamtwochen, AuszeichnungChartsChartplatzierungen (Jahr, Titel, Platzierungen, Wochen, Auszeichnungen, Anmerkungen) | Anmerkungen |
| Jahr | Titel                     | NL | Anmerkungen |
| ---- | ------------------------- | --- | ----------- |
| 1976 | We’ll Give You Everything | NL14 (7 Wo.)NL |             |
| 1981 | Something Special         | NL19 (3 Wo.)NL |             |
| 1984 | Greatest Hits             | NL35 (2 Wo.)NL |             |
| 1986 | The Best of The West      | NL37 (8 Wo.)NL |             |
| 1998 | Sterker dan ooit          | NL41 (11 Wo.)NL |             |

### Singles
| Jahr | Titel Album                                               | Höchstplatzierung, Gesamtwochen, AuszeichnungChartsChartplatzierungen (Jahr, Titel, Album, Platzierungen, Wochen, Auszeichnungen, Anmerkungen) | Anmerkungen |
| Jahr | Titel Album                                               | NL | Anmerkungen |
| ---- | --------------------------------------------------------- | --- | ----------- |
| 1971 | Zomer In Zeeland –                                        | NL33 (2 Wo.)NL |             |
| 1976 | Baby, I’ll Give You Everything We’ll Give You Everything  | NL10 (7 Wo.)NL |             |
| 1976 | Don’t Tell Me Stories We’ll Give You Everything           | NL11 (8 Wo.)NL |             |
| 1977 | Honey I’m Falling In Love Again We’ll Give You Everything | NL31 (4 Wo.)NL |             |
| 1978 | The Battle of Sally Ann Saskia & Serge                    | NL34 (3 Wo.)NL |             |
| 1980 | Mama He’s a Soldier Now Something Special                 | NL6 (10 Wo.)NL |             |
| 1981 | There’s a Song Something Special                          | NL37 (3 Wo.)NL |             |
| 1981 | Mama Mia Something Special                                | NL23 (3 Wo.)NL |             |
| 1984 | The Country Disco Train –                                 | NL14 (5 Wo.)NL |             |
| 1992 | Als Je Zachtjes Zegt ’Ik Hou Van Jou’ –                   | NL23 (6 Wo.)NL |             |